# Панина, Валентина Викторовна
Валенти́на Ви́кторовна Па́нина (род. 6 октября 1946, Омск) — советская и российская актриса театра и кино, заслуженная артистка РСФСР (1980), мать актрисы Натальи Паниной.

## Биография
Родилась 6 октября 1946 года в Омске.
Окончила в 1968 году Высшее театральное училище им. М. С. Щепкина при Малом театре СССР.
С 1968 по 1984 работала в Академическом театре им. А. С. Пушкина, затем в Ленинградском театре им. Ленинского комсомола («Балтийский дом»).
С 1988 года — актриса театра им. В. Ф. Комиссаржевской.
Сотрудничает с петербургскими театрами «За Чёрной речкой», Театром имени Андрея Миронова и  «Приют комедианта».

## Работы

### Роли в театре
- «Много шума из ничего»
- «Моя любовь Электра»

Театр им. А. С. Пушкина
- «Элегия» (Павловский) — Марья Савина

Ленинградский государственный театр эстрады
- «Ужасные родители» (Ж. Кокто, пост. Г. Егоров) — Мадлен
- «Не говори прощай» (Г. Мамлин, пост. Г. Егоров) — Вера Петровна

Ленинградский государственный театр им. Ленинского комсомола
- «Процесс» (по сценарию Э. Манна, пост. Г. Егоров) — фрау Бертхольд
- «Тамада» (А. Галин, пост. Г. Егоров) — Ирина Минелли
- рок-мюзикл «Овод» (А. Колкер и А. Яковлев, пост. Г. Егоров) — Джемма

Театр им. В. Ф. Комиссаржевской
- «Игрок»
- «Вор в раю» (Э. Де Филиппо, пост. А. Горбатый) — Кармела
- «С тобой и без тебя» (А. Менчелл, реж. В. Гришко)
- «Шут Балакирев» (Г. Горин, (пост. Ю. Панич, Л. Панич) — Анисья Кирилловна Балакирева
- «Французские штучки» (Ж.-Ж. Брикер, М. Ласег, пост. — А. Исаков) — Матильда Ласбри

Санкт-Петербургский театр «Русская антреприза» имени Андрея Миронова
- «Фантазии Фарятьева» — роль матери
- "Наследник Лаптев" (А. Хмелик. Пост. В. Каминский) - Скрипицина

Театр «Приют комедианта»
- «Тётка Чарлея из Бразилии» (Б. Томас, реж. В. Минков)

### Фильмография
- 1970 — Баллада о Беринге и его друзьях — Елизавета Петровна
- 1972 — Метель — Мария Гавриловна
- 1975 — Звезда пленительного счастья — Александра Фёдоровна, императрица, жена Николая I
- 1975 — Одиннадцать надежд — жена Лавренёва
- 1976 — Если я полюблю… — Тося, повариха
- 1977-1979 — Открытая книга — Бельская
- 1979 — Бал (телеспектакль)
- 1979 — В моей смерти прошу винить Клаву К. — Рита Лаврова, мама Серёжи
- 1979 — Под липой
- 1980 — Главный конструктор — Галина
- 1980 — День на размышления — эпизод
- 1980 — Крик гагары — эпизод
- 1980 — Я — актриса — жена полицмейстера, (нет в титрах)
- 1980 — Приключения Шерлока Холмса и доктора Ватсона. Король шантажа — Леди Хаксли
- 1981 — 20-е декабря — графиня Панина
- 1981 — Приглашение к жизни — Эмма
- 1981 — Личная жизнь директора — Ирина Анатольевна Румянцева
- 1981 — Фамильная реликвия — Лира Фёдоровна
- 1982 — Следы остаются — Медвецкая
- 1983 — Летаргия — Лида, бывшая жена Бекасова, мать Маши
- 1983 — Ослиная шкура — Добрая волшебница
- 1984 — Без семьи — зрительница на представлении Виталиса
- 1984 — Счастливая, Женька! — эпизод, (в титрах — В. Матюхина)
- 1985 — Полевая гвардия Мозжухина — Марья
- 1986 — Революцией призванный — эпизод
- 1987 — Мужские портреты — Лыкова
- 1988 — Будни и праздники Серафимы Глюкиной — Ирина Фёдоровна, заведующая выставкой коллекции Глюкина
- 1988 — Убить дракона — эпизод, (в титрах — В.Матюхина)
- 1988 — ЧП районного масштаба — Людмила Александровна Королёва, секретарь обкома КПСС
- 1992 — Только не уходи
- 1995 — Всё будет хорошо! — Наташа, жена «Дедушки»
- 1996 — Музыка любви. Неоконченная любовь (Musique de l’amour: Un amour inachevé, La — Франция, Россия) — Гертруда
- 1996—1997 — Поживём — увидим
- 1999 — Синема, синема, или Неотвратимая весна
- 1999 — Чествование — Глэдис Петрелли
- 2000 — Воспоминания о Шерлоке Холмсе — Леди Хаксли
- 2003 — Линии судьбы — эпизод
- 2004 — Мангуст 2 — мать «Мухи»
- 2004 — Новые приключения Ниро Вульфа и Арчи Гудвина — Тереза, мама Джонни
- 2004 — Пираты Эдельвейса / Edelweißpiraten (Германия, Люксембург, Нидерланды, Швейцария)
- 2005 — Одна тень на двоих — Светлана Сергеевна, мать Андрея
- 2005 — Улицы разбитых фонарей 7 — Екатерина Семёновна Логинова
- 2006 — Мой папа сказочник (короткометражный) — женщина во дворе
- 2006—2007 — Любовь как любовь — мать Гриши
- 2007 — Защита против — Эльза Георгиевна, бабушка Вадима
- 2007 — Любовь под надзором (Россия, Украина) — Демидова
- 2007 — Татьянин день — Тамара Кирилловна Рыбкина, глава семьи Рыбкиных
- 2009 — Жить сначала — Дина Васильевна Крылова, бывшая певица
- 2009 — Прянички — Нина Михайловна, главврач
- 2010 — Миллион до неба — врач
- 2011 — Мужчина во мне — Зоя Николаевна Андреева, мать Александры
- 2012 — Наружное наблюдение — Людмила Васильевна Михалева, соседка Козырева
- 2013 — Двое с пистолетами — Таисия Антоновна, мать Куркова
- 2013 — Дом спящих красавиц — Ирина Анатольевна, подруга Софьи Игнатьевны, бабушка Павла
- 2013 — Легенда для оперши — Ирина Дмитриевна, хозяйка квартиры
- 2013 — Условия контракта-2 — Валерия Павловна, мать Олега
- 2014 — Чужое гнездо — Филиппа Кондратьевна Макридина, глава семьи Макридиных
- 2015 — Запрет — Матушка
- 2015 — Последний ход королевы — Наталья Николаевна, бабушка Насти
- 2016 — Маруська (короткометражный) — бабушка
- 2016 — Челночницы — Лариса Сергеевна, мать Михаила
- 2016 — Что и требовалось доказать — Воронина
- 2018 — Мажор-3 — мать Ларисы
- 2018 — Челночницы. Продолжение — Лариса Сергеевна, мать Михаила
- 2019 — Последняя неделя — экономка
- 2019 — Неопалимый феникс — Фаина

### Озвучивание
- 1978 — Объяснение в любви — роль Эвы Шикульски
- 1969 - Джон - озвучивание комментатора Джойс Робертсон[2][3]

## Звания и награды
- Заслуженная артистка РСФСР (1980)
- Лауреат Диплома Фестиваля драматического искусства СССР (1979, Венгрия)[4]
- Лауреат Диплома Фестиваля драматического искусства СССР (1983)
- Лауреат Приза зрительских симпатий Общества театралов
- Премия «Фигаро» (2025)[5]